# Nervilia
Nervilia é um género botânico pertencente à família das orquídeas (Orchidaceae).